# Sortera upp ditt liv
Sortera upp ditt liv är ett svenskt livsstilsprogram som hade premiär på TV4 och C More den 28 februari 2022. I programmet får familjer hjälp av ett expertteam med att rensa och sortera i sina hem. Expertteamet består av städexperten och programledaren Felicia Löwerdahl, organisatören Elaine Green och snickaren Robbin Hultman.